# Saint-Romain-en-Gal
Pour les articles homonymes, voir Saint-Romain.
Saint-Romain-en-Gal est une commune française située dans le département du Rhône en région Auvergne-Rhône-Alpes. Elle fait partie de la communauté d'agglomération Vienne Condrieu Agglomération. Sa population est de l'ordre de 1 700 habitants.
Elle partage un important site gallo-romain avec Sainte-Colombe au sud-est.

## Géographie

### Localisation
La commune de Saint-Romain-en-Gal est située sur la rive droite (côté ouest) du Rhône à l'intérieur d'un coude du fleuve, en face de la ville de Vienne, et à une trentaine de kilomètres au sud de Lyon. Le village s'est développé en longueur au pied de l'escarpement qui borde la vallée du Rhône (le piedmont rhodanien).
La commune est dans la pointe nord-est du parc naturel régional du Pilat. Elle fait partie de l'aire urbaine de Vienne et de son unité urbaine.

### Communes limitrophes
Saint-Romain-en-Gal est limitrophe avec six communes, dont deux en Isère :

### Géologie et relief

#### Sismicité
Saint-Romain-en-Gal est dans une zone d'aléa sismique modéré, selon le programme national de prévention du risque sismique, le Plan Séisme, datant du 21 novembre 2005.

#### Topographie
D'est en ouest, on passe de la plaine qui borde le Rhône à la costière rhodanienne, laquelle relie la plaine au piedmont rhodanien. Ce dernier est entaillé de combes et ravins.

### Climat
Pour des articles plus généraux, voir Climat d'Auvergne-Rhône-Alpes et Climat du Rhône.
En 2010, le climat de la commune est de type climat du Bassin du Sud-Ouest, selon une étude du Centre national de la recherche scientifique s'appuyant sur une série de données couvrant la période 1971-2000. En 2020, Météo-France publie une typologie des climats de la France métropolitaine dans laquelle la commune est dans une zone de transition entre le climat semi-continental et le climat de montagne et est dans la région climatique  Nord-est du Massif Central, caractérisée par une pluviométrie annuelle de 800 à 1 200 mm, bien répartie dans l’année.
Pour la période 1971-2000, la température annuelle moyenne est de 12 °C, avec une amplitude thermique annuelle de 17,9 °C. Le cumul annuel moyen de précipitations est de 810 mm, avec 8,8 jours de précipitations en janvier et 5,9 jours en juillet. Pour la période 1991-2020, la température moyenne annuelle observée sur la station météorologique de Météo-France la plus proche, « Reventin », sur la commune de Reventin-Vaugris à 7 km à vol d'oiseau, est de 12,9 °C et le cumul annuel moyen de précipitations est de 775,7 mm,. Pour l'avenir, les paramètres climatiques de la commune estimés pour 2050 selon différents scénarios d'émission de gaz à effet de serre sont consultables sur un site dédié publié par Météo-France en novembre 2022.

### Voies de communication et transports

#### Voies ferroviaires
La commune était desservie par la gare de Sainte Colombe-lès-Vienne, sur la ligne Givors - Nîmes. Cette ligne n'est actuellement exploitée qu'en transport de marchandises.

#### Transports urbains
Le transport en commun urbain est assuré par le réseau de bus L'va, par la ligne 134 qui relie la gare de Givors-Ville à Condrieu, la liaison avec Vienne se fait en transport à la demande.

#### Voies aériennes
Les aéroports les plus proches de Saint-Romain-en-Gal sont ceux de Lyon-Saint-Exupéry et de Grenoble - Isère. Plus proche, existe aussi l'aérodrome de Vienne - Reventin, au sud de Vienne sur la commune de Reventin-Vaugris.

## Urbanisme

### Typologie
Au 1er janvier 2024, Saint-Romain-en-Gal est catégorisée centre urbain intermédiaire, selon la nouvelle grille communale de densité à sept niveaux définie par l'Insee en 2022.
Elle appartient à l'unité urbaine de Vienne, une agglomération inter-départementale regroupant 25  communes, dont elle est une commune de la banlieue,,. Par ailleurs la commune fait partie de l'aire d'attraction de Lyon, dont elle est une commune de la couronne,. Cette aire, qui regroupe 397 communes, est catégorisée dans les aires de 700 000 habitants ou plus (hors Paris),.

### Occupation des sols
L'occupation des sols de la commune, telle qu'elle ressort de la base de données européenne d’occupation biophysique des sols Corine Land Cover (CLC), est marquée par l'importance des forêts et milieux semi-naturels (41,7 % en 2018), une proportion sensiblement équivalente à celle de 1990 (41,4 %). La répartition détaillée en 2018 est la suivante : 
forêts (41,7 %), prairies (16,8 %), zones agricoles hétérogènes (11,7 %), terres arables (11,6 %), zones industrielles ou commerciales et réseaux de communication (7,3 %), eaux continentales (5,9 %), zones urbanisées (5 %). L'évolution de l’occupation des sols de la commune et de ses infrastructures peut être observée sur les différentes représentations cartographiques du territoire : la carte de Cassini (XVIIIe siècle), la carte d'état-major (1820-1866) et les cartes ou photos aériennes de l'IGN pour la période actuelle (1950 à aujourd'hui).

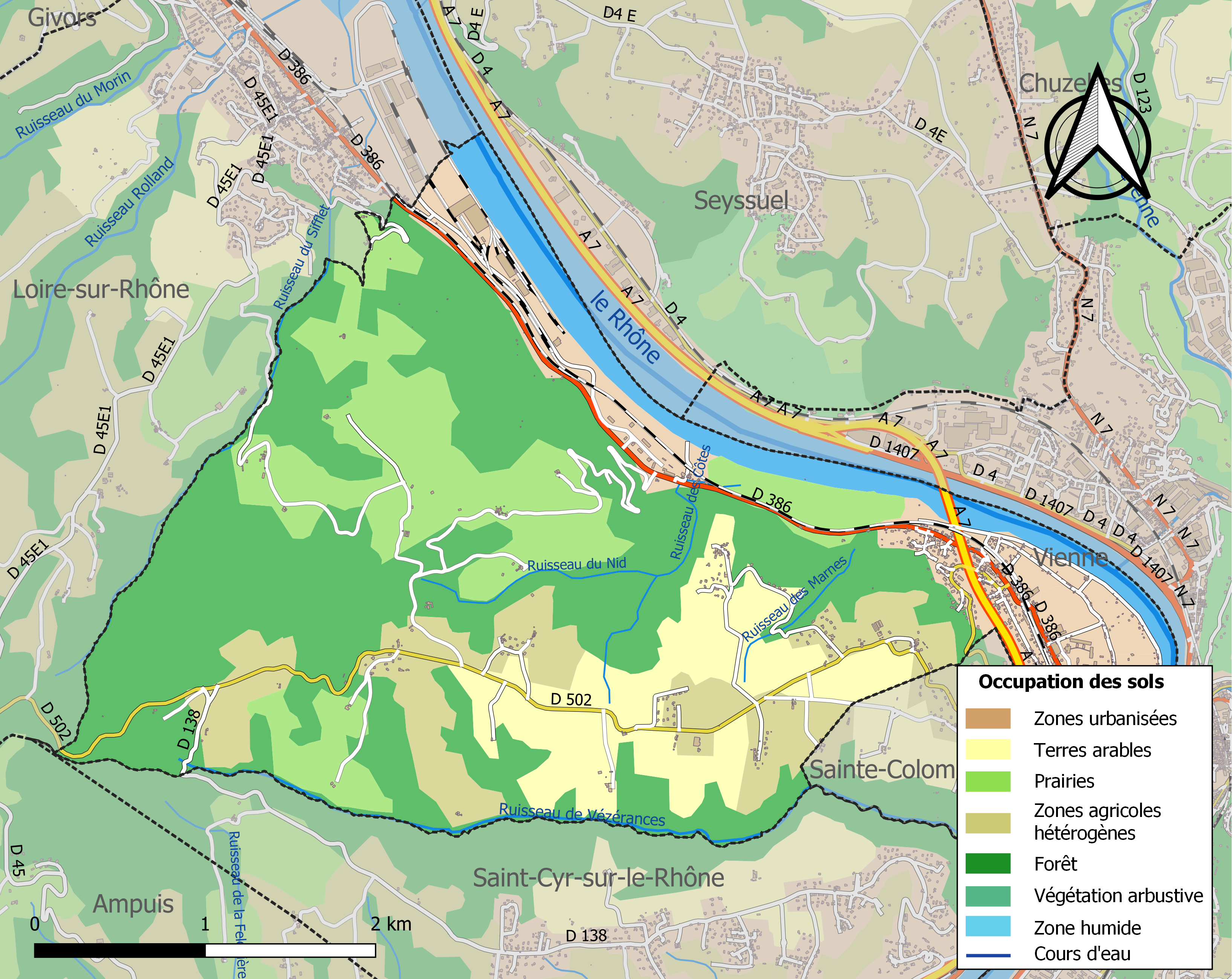
Carte des infrastructures et de l'occupation des sols de la commune en 2018 (CLC).

### Logement
En 2013, le nombre total de logements dans la commune était de 846.
Parmi ces logements, 88,8 % étaient des résidences principales, 0,9 % des résidences secondaires et 10,3 % des logements vacants.
La part des ménages propriétaires de leur résidence principale s’élevait à 67,9 %.

## Toponymie
Le nom de la commune provient de Saint Romain, martyrisé à Antioche sous le règne de Dioclétien au IIIe siècle. Le culte de ce saint ayant été apporté en Gaule, un grand nombre de paroisses le choisirent pour patron dans la région. Afin de les distinguer les unes des autres, un surnom fut ajouté à chacune d’elles
« En Gal » viendrait de « in Gallia » qui a donné « en Galles », « en Gaule », évoquant la période où la ville faisait partie de la Gaule Narbonnaise.

## Histoire

### Antiquité
Dans l'Antiquité, Saint-Romain-en-Gal était un vaste quartier résidentiel et commercial de Vienne (Vienna), alors une des principales villes de la Gaule romaine. On y trouve notamment le Palais du Miroir. Le site se prolonge au sud sur Sainte-Colombe-les-Vienne après un espace vide de quelques hectares,.
« Le site a été occupé dès la fin du 1er siècle avant J.-C. et connaît au début de notre ère une phase de développement important, marquée par l'établissement de la trame urbaine. L'expansion économique de l'empire permet alors à de riches commerçants de bâtir de grandes demeures à péristyle, domus urbaines qui voisinent avec des entrepôts, des boutiques, des échoppes d'artisans et des ateliers. »

#### Atelier de poterie antique
Un premier atelier de poterie est découvert  entre 1977 et 1978 à 80 m au nord du site archéologique. Il est actif à partir du milieu du Ier siècle et produit uniquement des céramiques à pâte calcaire (cruches, mortiers, pots à deux anses et jattes à bord rentrant et lèvre arrondie).
Un autre atelier est découvert au nord-est du site archéologique. Il est lié à la première phase d’occupation du site.
Un troisième atelier a laissé une fosse dans la Maison des Dieux Océan, et semble avoir été légèrement antérieur à celui de la Muette à Lyon (ce dernier étant daté de 15 av. J.-C. à 15 apr. J.-C.). Il produit des gobelets d'Aco dès 20 av. J.-C.. Il produit également des gobelets à glaçure plombifère, que la Muette ne produit pas mais qui sont aussi fabriqués par l'atelier de Loyasse - ce dernier, situé dans le 5e arrondissement ou le 9e arrondissement de Lyon, étant généralement daté des années 30 av. J.-C. à 15 av. J.-C.. Des gobelets de Saint-Romain portent la seule signature d'Aco, ce qui est rare en Gaule : cette signature sans associé/s n'est trouvée (en 1985) qu'à Bibracte, Gergovie et Puys-de-Voingt et elle n’est produite ni par la Muette ni par Loyasse. Par contre Saint-Romain n'a pas de gobelets marqués PHILARCVRVS ni T.C.AVIVS, que l'on trouve à la Muette où ils portent souvent des décorations simplifiées, avec des poinçons ne se trouvant pas non plus à Saint-Romain mais que l'on retrouve parfois sur des imitations de gobelets d'Aco fabriqués à Lezoux. La série des décors et des poinçons couvre presque tous ceux de la Muette, mais est très différente de ceux de Loyasse. De plus certains vases de la Muette et de Saint-Romain ont été fabriqués à partir des mêmes moules, attesté par le fait qu'on retrouve les mêmes défauts chez les uns et les autres. Il y a donc eu une transfert de moules entre Lyon et Vienne, qui a aussi bien pu être de Vienne à Lyon. Cet atelier a pu être actif pendant très peu de temps. Chronologiquement, il se situe entre Loyasse et la Muette, ce qui est un paradoxe du point de vue géographique puisque ces derniers sont tous deux sur Lyon.
Noter qu'un autre atelier de poterie a été trouvé au sud-est du site archéologique, sur Sainte-Colombe.

### Les Hospitaliers
L'église de Saint-Romain est un vestige d'une ancienne commanderie de l'ordre de Saint-Jean de Jérusalem, classée en 1972. L’église, fondée au IXe siècle par saint Barnard, archevêque de Vienne. La commanderie des Hospitaliers, créée au XVe siècle, jouxtait l'église. Elle dépendait de la Langue d'Auvergne.

### XVIIesiècle
Au cours de la Révolution française, la commune porte temporairement le nom de Romain-les-Roches.

### XIXeetXXesiècles
Dès le XIXe siècle, on découvre sur le territoire de la commune un nombre considérable de mosaïques. En 1827 ou 1828 est aussi mise au jour la statue de la Vénus de Vienne, copie romaine d'un original grec, acquise par le musée du Louvre en 1878. Cependant, il faut attendre 1967 pour que des fouilles archéologiques révèlent toute l’ampleur et la richesse de ce quartier. Devant l’intérêt exceptionnel du site, le conseil général du Rhône s’en porte acquéreur en 1970. En 1981, il institue une équipe archéologique permanente. Depuis 1983, le site est classé monument historique et bénéficie d'importants travaux de restauration. Le conseil général du Rhône décide d'y créer un musée de site et confie la tâche en 1988 aux architectes Philippe Chaix et Jean-Paul Morel. Les collections sont présentées dans un bâtiment vitré qui surplombe les fouilles.[réf. nécessaire]

### Les événements depuis 1960
- 1960 : arrivée du père Claustres en janvier. Il restera curé de la paroisse jusqu'en 1991.
- 1962 : Constitution de la décharge RN 86.
- 1965 : Autorisation obtenue par arrêté du 10 mars pour le raccordement de la partie haute de la commune au syndicat intercommunal des eaux des Monts du Lyonnais.
- 1967 : Construction de la piscine.
- 1970 :
  - Projet de construction d'un circuit automobile au Grisard ;
  - Construction du lycée et des installations sportives attenantes ;
  - Création d'une décharge industrielle par Nicollin[réf. nécessaire].
- 1973 : Construction de l'autoroute (déviation de Vienne par la rive droite du Rhône).
- 1973 / 1974 : Expropriation et démolition d'une partie du bâtiment dénommé « pensionnat ».
- 1973 / 1974 : Construction du gymnase pour permettre les activités de l'Alerte Sportive.
- 1974 : Le 21 juin : mise en service du contournement autoroutier de Vienne.
- 1974 :
  - Construction du nouveau cimetière ;
  - Dénomination des rues et numérotation des habitations ;
  - Chantier de la nouvelle école ;
  - Inauguration du gymnase du lycée ;
  - Implantations des antennes au Grisard pour les entreprises et notamment la société d'autoroute.
- 1975 : Aménagement d'une aire de repos au Grisard.
- 1976 :
  - Aménagement des terrains de sport près du gymnase du lycée ;
  - Aménagement de l'ancienne école qui devient salle municipale (157 m2 plus hall d'entrée).
- 1978 :
  - Achèvement du plateau d'éducation physique près de la nouvelle école ;
  - Transfert de la cantine sur la place de la mairie (ancienne maternelle).
- 1981 : Polémique au conseil de district à propos de l'emplacement d'un supermarché.
- 1982 :
  - Deuxième tranche du groupe scolaire ;
  - Défection de la RN86 sortie nord, trottoirs, etc. ;
- 1984 : création de la bibliothèque municipale.
- 1985 :
  - Fêtes du centenaire pour célébrer les 100 ans de la construction des bâtiments de l'école et de la mairie ;
  - Construction de deux courts de tennis.
- 1991 : début des travaux pour l'aménagement des abords du musée archéologique.
- 1993 : réalisation d'un passage souterrain sous la RD502 à hauteur du Musée archéologique.
- 1994 : adhésion au syndicat mixte du parc du Pilat.
- 1995 : rénovation et agrandissement de la mairie et de la bibliothèque.
- 1999 :
  - Fin des travaux d'aménagement place de la mairie ;
  - Construction du grand rond-point près du lycée ;
  - 33e recensement de la population française.
- 2000 : Le 10 septembre : première fête du village organisée par le comité des fêtes.
- 2002 : Saint-Romain devient membre de la communauté d'agglomération du pays viennois(CAPV), qui devient ViennAgglo le 1er janvier 2002.
- 2003 : Aménagement de la 1re tranche de la nationale 86 dans le centre bourg.
- 2004 : Le projet du Plan Local d'Urbanisme (PLU), qui remplace le Plan d'Occupation des Sols (POS), est approuvé par le conseil municipal.
- 2009 : Ouverture d'un nouveau gymnase spécialisé gymnastique.

## Héraldique
| Armes | Les armes de Saint-Romain-en-Gal se blasonnent ainsi : D'argent à la croix pattée alésée de sable; à la bordure de gueules sa face interne elle-même bordée de sable. |

## Politique et administration

### Liste des maires
| Période | Période  | Identité             | Étiquette | Qualité                                           |
| ------- | -------- | -------------------- | --------- | ------------------------------------------------- |
| 2020    | En cours | Luc Thomas           |           |                                                   |
| 2001    | 2020     | Pierre Langlais      | DVD       | Retraité de la Fonction publique                  |
| 1995    | 2001     | Denys Levard         |           |                                                   |
| 1991    | 1995     | Gérard Vincerot      |           |                                                   |
| 1977    | 1991     | Denys Levard         |           |                                                   |
| 1971    | 1977     | Louis Patard         |           |                                                   |
| 1959    | 1971     | Louis Graff          |           |                                                   |
| 1944    | 1959     | Jules Pouchon        |           |                                                   |
| 1908    | 1944     | Joseph Carillant     | Radical   | Conseiller d'arrondissement du Canton de Condrieu |
| 1904    | 1908     | Lucien Chaumartin    |           |                                                   |
| 1888    | 1904     | Jean-Claude Malcour  |           |                                                   |
| 1871    | 1888     | Jean-Claude Marchand |           |                                                   |
| 1865    | 1871     | Etienne Bonnefond    |           |                                                   |
| 1862    | 1865     | M. Dissoire          |           |                                                   |
| 1852    | 1862     | M. Moussier          |           |                                                   |
| 1851    | 1852     | Claude Cotte         |           |                                                   |
| 1848    | 1851     | M. Morrier           |           |                                                   |
| 1846    | 1848     | M. Moussier          |           |                                                   |
| 1843    | 1846     | Claude Gayvallet     |           |                                                   |
| 1840    | 1843     | Claude Gaudin        |           |                                                   |
| 1802    | 1840     | Jean Marchand        |           |                                                   |

## Population et société

### Démographie
L'évolution du nombre d'habitants est connue à travers les recensements de la population effectués dans la commune depuis 1793. Pour les communes de moins de 10 000 habitants, une enquête de recensement portant sur toute la population est réalisée tous les cinq ans, les populations de référence des années intermédiaires étant quant à elles estimées par interpolation ou extrapolation. Pour la commune, le premier recensement exhaustif entrant dans le cadre du nouveau dispositif a été réalisé en 2008.

En 2022, la commune comptait 1 990 habitants, en évolution de +7,92 % par rapport à 2016 (Rhône : +3,93 %, France hors Mayotte : +2,11 %).
| 1793 | 1800 | 1806 | 1821 | 1831 | 1836 | 1841 | 1846 | 1851 |
| ---- | ---- | ---- | ---- | ---- | ---- | ---- | ---- | ---- |
| 452  | 399  | 511  | 551  | 495  | 528  | 545  | 576  | 570  |

| 1856 | 1861 | 1866 | 1872 | 1876 | 1881 | 1886 | 1891 | 1896 |
| ---- | ---- | ---- | ---- | ---- | ---- | ---- | ---- | ---- |
| 578  | 583  | 560  | 560  | 803  | 567  | 672  | 764  | 752  |

| 1901 | 1906 | 1911 | 1921 | 1926 | 1931 | 1936 | 1946 | 1954  |
| ---- | ---- | ---- | ---- | ---- | ---- | ---- | ---- | ----- |
| 730  | 775  | 841  | 842  | 903  | 929  | 942  | 942  | 1 027 |

| 1962  | 1968  | 1975  | 1982  | 1990  | 1999  | 2006  | 2008  | 2013  |
| ----- | ----- | ----- | ----- | ----- | ----- | ----- | ----- | ----- |
| 1 181 | 1 379 | 1 346 | 1 349 | 1 341 | 1 380 | 1 604 | 1 663 | 1 718 |

| 2018  | 2022  | - | - | - | - | - | - | - |
| ----- | ----- | - | - | - | - | - | - | - |
| 1 934 | 1 990 | - | - | - | - | - | - | - |

### Enseignement
- Lycée Ella-Fitzgerald. Bien que situé dans le département du Rhône, cet établissement dépend de l’académie de Grenoble. La très grande majorité  des élèves traversent le Rhône en provenance de l'agglomération Viennoise (département de l’Isère, département n° 38), ville située de l'autre côté du fleuve.

### Sports
- Escrime
- Le club Canoë kayak club de Vienne se situe sur le territoire de la commune

### Cultes
Saint-Romain-en-Gal dépend de la paroisse Saint-Ferréol-sur-le-Rhône de l'archidiocèse de Lyon confiée à l'Institut du Verbe incarné.

## Économie

### Revenus de la population et fiscalité
Le nombre de ménages fiscaux en 2013 était de 771 représentant 1 803 personnes et la médiane du revenu disponible par unité de consommation de 22 179 €.

### Emploi
En 2014, le nombre total d’emploi dans la zone était de 814, occupant 791 actifs résidants (salariés et non-salariés) .
Le taux d’activité de la population âgée de 15 à 64 ans s'élevait à 77,5 % contre un taux de chômage (au sens du recensement) de 9 %. Les inactifs se répartissent de la façon suivante : étudiants et stagiaires non rémunérés, 9,8 %, retraités ou préretraités, 7,5 %, autres inactifs, 5,2 %.

### Entreprises et commerces
L'agriculture occupe une place importante sur la partie haute de la commune. Les exploitations sont tournées vers l'élevage, production de lait de vache et production de fromages. Il existe également quelques élevages caprins car la commune se trouve sur l'aire géographique de production de la rigotte de Condrieu (A.O.C depuis janvier 2009). Sur la partie basse du village, quelques entreprises sont installées sur la commune (maçonnerie, scierie, zone portuaire…).
En 2015, le nombre d’établissements actifs était de 194, dont 11 dans l’agriculture-sylviculture-pêche, 6 dans l'industrie, 31 dans la construction, 120 dans le commerce-transports-services divers et 26 étaient relatifs au secteur administratif.
Cette même année, 25 entreprises ont été créées dont 16 par des auto-entrepreneurs.

### Vie associative
De nombreuses associations animent la vie associative de Saint-Romain-en-Gal.
- Le Sou des écoles créé en 1902
- La Société de Sauvetage créée en 1912
- Société de Chasse créée en 1922
- L'Alerte Sportive de Saint-Romain-en-Gal créée en 1929

et de création plus récente :
- Association Intercommunale d'Aide à Domicile créée en 1972
- Aviron Club créée en 1976
- Club la Joie de Vivre créé en 1977
- FNACA comité local créé en 1978
- Le Club des Jeunes créé en 1978 et dissous en 1988
- le Cyclo Club créé en 1982
- Association du restaurant scolaire créée en 1983
- École de musique Cyroco[35] créée en 1986
- Tennis Club créé en 1986
- Group'Animation créé en 1989
- Chorale Mosaïque créée en 1989
- Mach 3 créée en 1989
- M'Bour Avenir créée en 1995
- Petits Futés centre de loisirs intercommunal créé en 1996
- Comité des Fêtes créé en 2000
- Football Club de Saint-Romain-en-Gal
- Association Franco-Béninoise
- Entente Judo Sainte-Colombe/ Saint-Romain
- Saint Rom Déco
- Association Raphaël pour les dons d'organes
- Sauvegarde Rive Droite

Et des associations plus viennoises que romanères
- Club de canoë-kayak de Vienne
- Basket Vienne-Saint Romain

## Culture locale et patrimoine

### Monuments et lieux

#### Monuments gallo-romains

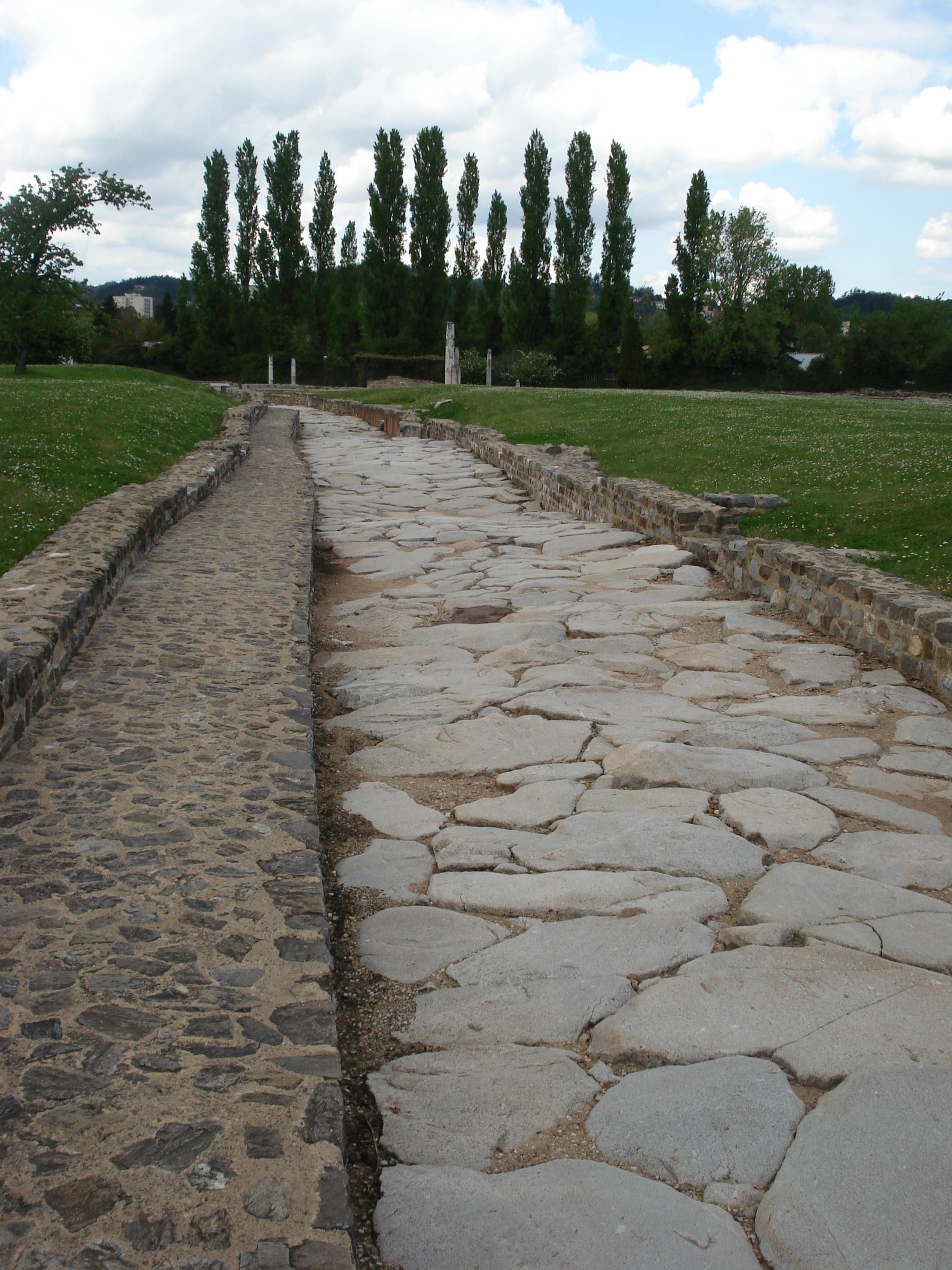
Voie romaine en granite.

Le site archéologique de Saint-Romain-en-Gal abrite de nombreux vestiges gallo-romains dont :
- les thermes des Lutteurs ;
  - Un grand musée gallo-romain et un site archéologique y ont été ouverts[36]. Le site présente l'organisation du quartier résidentiel au temps des Romains :
  - habitats, mosaïques, commerces. C'est la construction du lycée polyvalent qui est à l'origine du développement du site et des fouilles généralisées. Le site est classé monument historique en 1983.
- Le Palais du Miroir, anciens thermes romains, fait l’objet d’un classement au titre des monuments historiques par la liste de 1840[37],[38].

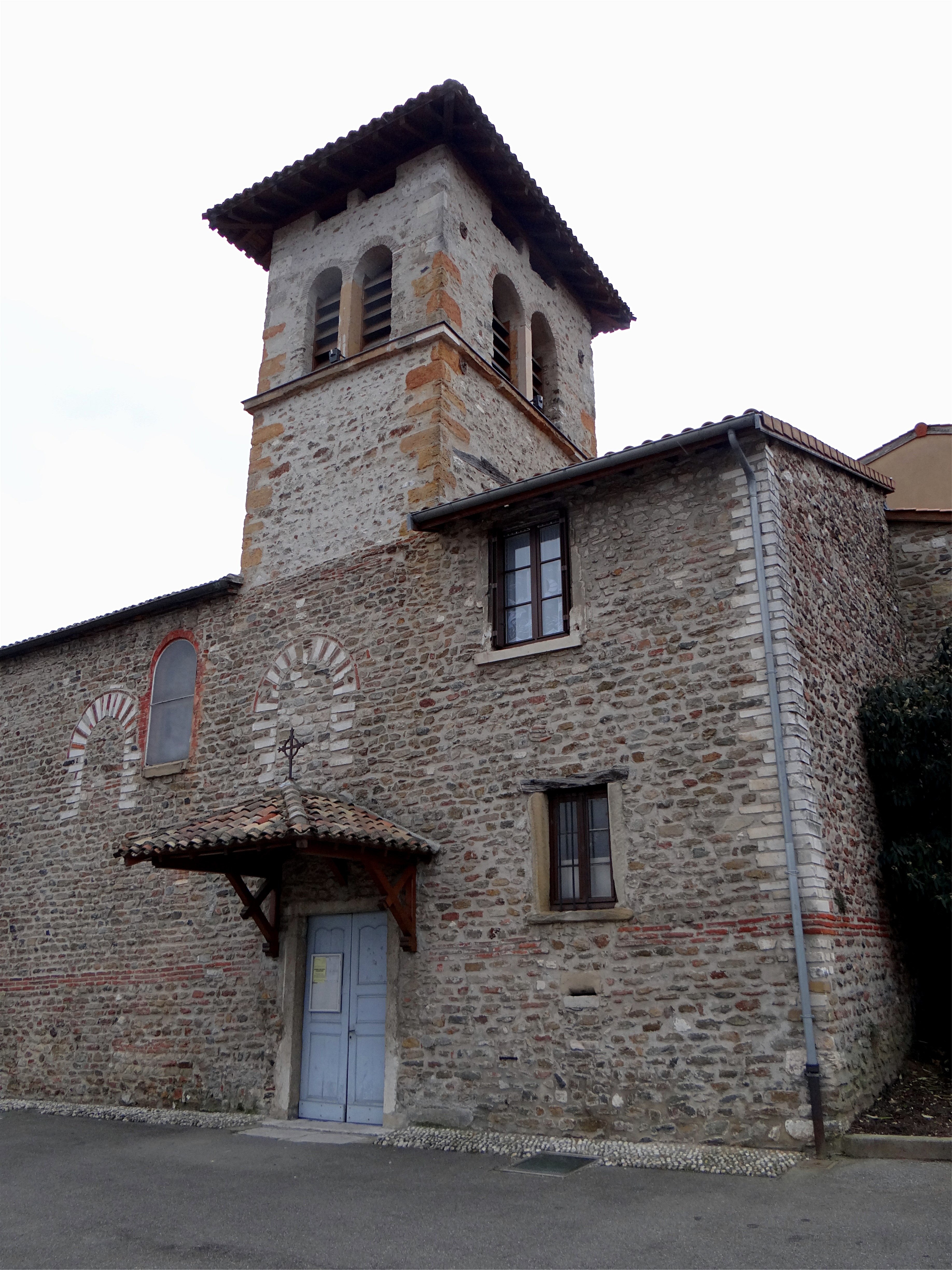
Église de Saint-Romain-en-Gal.

- Les pierres à cupules.

#### Monuments médiévaux
- La chapelle Saint-Ferréol : plaque sur l’emplacement proche du Rhône.
- L'église de Saint-Romain et ses alentours : classée en 1972.* L’église, fondée au IXe siècle par saint Barnard, archevêque de Vienne. La commanderie des Hospitaliers créée au XVe siècle, jouxtait l'église.
- Le pont de la servante.
- La stèle à l’effigie de saint Ferréol située près de la deuxième église qui lui fut dédiée. La stèle est située chemin de la Plaine, lieu sans doute très proche de son martyre.

### Patrimoine culturel
- Musée gallo-romain de Saint-Romain-en-Gal.

### Patrimoine naturel
- L'ile Barlet : Il y a encore une centaine d'années c'était un terrain qui accueillait chèvres et moutons transportés en barque. Entre 1928 et 1939, cette ile est un terrain militaire occupé par l'école des ponts pour les manœuvres des pontonniers. Après la Deuxième Guerre mondiale la société de sauvetage de la commune effectuera l'entretien et les travaux d'aménagement du bassin utilisé pour les joutes nautiques. Les inondations répétées rendent la tâche difficile. Aujourd'hui la communauté d'agglomération a effectué les travaux pour permettre au site de pouvoir accueillir un public de sportifs et de promeneurs de plus en plus nombreux.
- Les experts du parc naturel régional du Pilat ont recensé sur la commune :
  - le busard cendré ;
  - le castor d'Europe ;
  - le sonneur à ventre jaune ;
  - la genette ;
  - les landes sèches européennes ;
  - le millepertuis androsème ;
  - les pelouses sèches semi-naturelles ;
  - les prairies de fauche de basse altitude ;
  - les chênaies et les charmaies sub-atlantiques et médio-européennes.

### Personnalités liées à la commune
- Pierre Drevet, (1663-1738), nommé graveur du roi, le peintre Rigaud lui fit graver ses plus beaux portraits.
- Pierre Imbert Drevet, (1697-1739), fils de Pierre, poursuivit dans la même branche que son père. On lui doit le portrait en pied de Bossuet et de sainte Geneviève. Décédé en 1739 à 42 ans.
- François Perroux, (1903-1987), économiste français est né dans la commune.
- Marcel Meys, (1909-2021), doyen des français du 5 octobre 2021 à sa mort le 15 décembre 2021 vivait à Saint-Romain-en-Gal[39].
- Boris Saunier, (1978-), kayakiste, quatre fois champion du monde de descente de rivière, entre 2000 et 2002.

### Héraldique, logotype et devise
| Blason de Saint-Romain-en-Gal | Blason  | D'argent à la croix pattée alésée de sable; à la bordure de gueules sa face interne elle-même bordée de sable. |
| Blason de Saint-Romain-en-Gal | Détails | La municipalité emploie le blason ci-contre, tandis que les plaques de rue de la commune arborent le blason décrit en alias. * Il y a là non-respect de la règle de contrariété des couleurs : ces armes sont fautives (sable sur gueules et sinople sur gueules). |
| Blason de Saint-Romain-en-Gal | Alias   | De gueules à la croix pattée alésée cousue de sinople, à la filière d'argent en orle. |

### Galerie

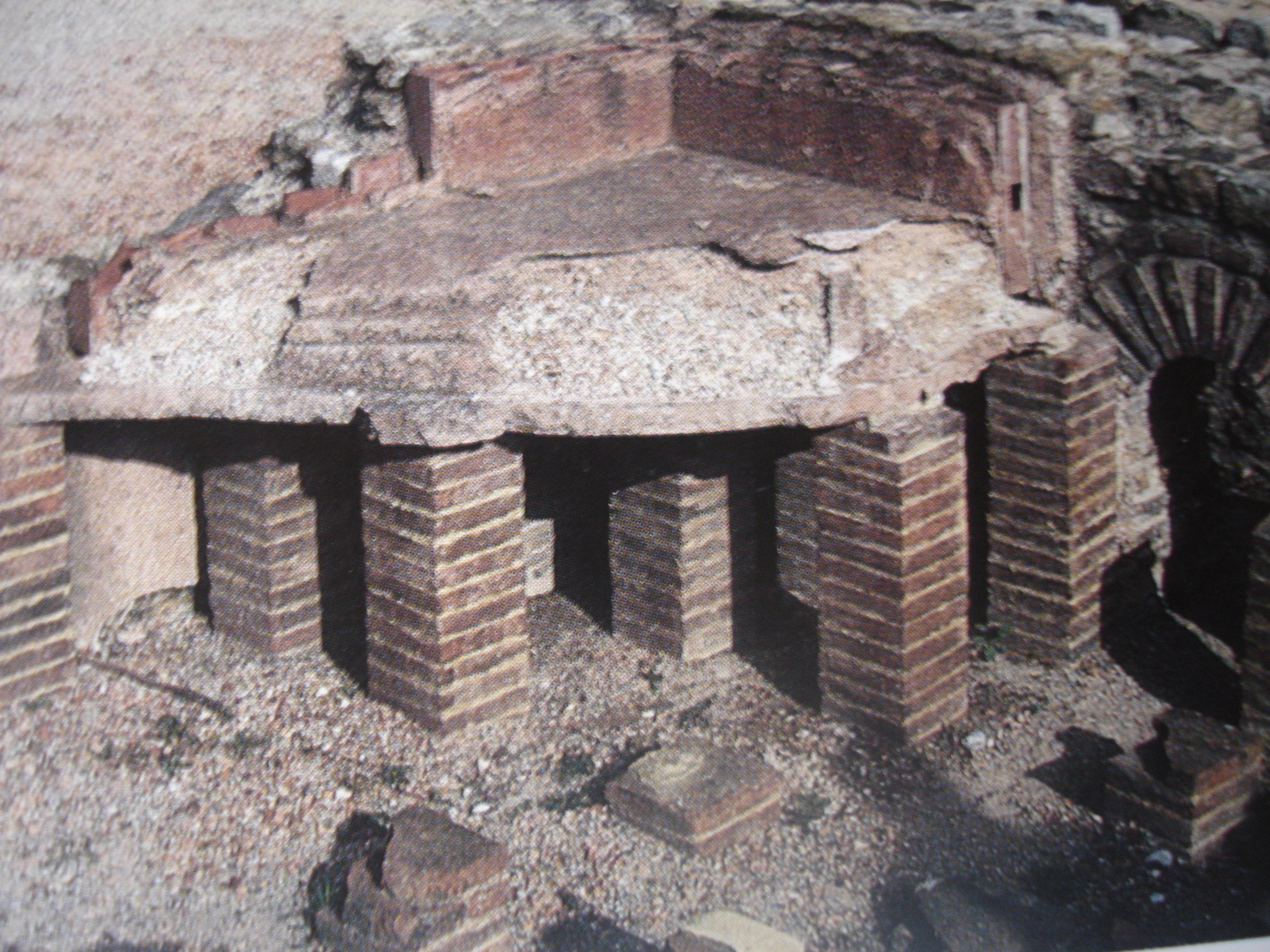
L'hypocauste.
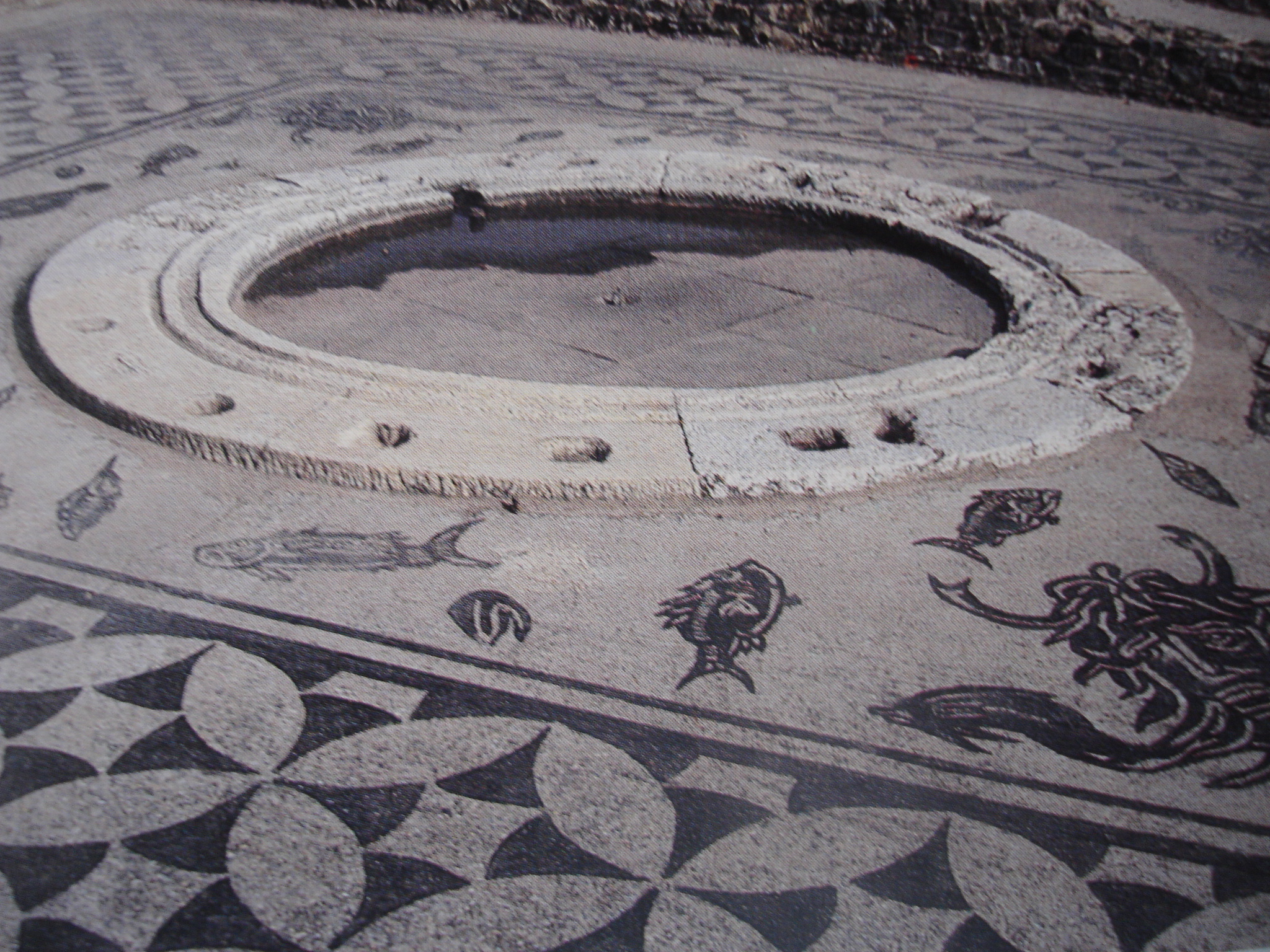
Mosaïques du dieu Océan.